# Dentro la grande mela
Dentro la grande mela (Five Corners) è un film del 1987 diretto da Tony Bill con protagonisti Jodie Foster, Tim Robbins e John Turturro.

## Trama
Nel Bronx del 1964 Heinz è un uomo mentalmente disturbato appena uscito di galera. Nella sua follia medita di vendicarsi di Linda, ragazza che anni prima aveva tentato di violentare. Sequestrata da Heinz, Linda si ritrova preda della follia dell'uomo, che arriva al punto di uccidere sua madre, scaraventandola fuori dalla finestra, e a minacciare di morte l'ex fidanzato di lei, Jamie. Heinz continua la sua fuga delirante, portando con sé Linda, braccato da Jamie e Harry e dalla polizia, fino ad arrivare ad un epilogo tragico.

## Produzione
Il film venne prodotto dalla Cineplex-Odeon Films e dalla HandMade Films

## Distribuzione

### Data di uscita
Il film venne distribuito in varie nazioni, fra cui:
- Finlandia, Kadun kasvot 11 settembre 1987
- Canada 15 settembre 1987 (Toronto International Film Festival)
- Germania Ovest, Pinguine in der Bronx  17 settembre 1987
- Stati Uniti d'America, 5 Corners 22 gennaio 1988
- Australia 4 gennaio 1990

## Accoglienza

### Critica
Sottovalutato al botteghino si tratta di un thriller insolito che non rispetta le regole.

## Riconoscimenti

### Vinto
- Independent Spirit Award per la miglior attrice protagonista a Jodie Foster

### Nomination
- Independent Spirit Award per la miglior sceneggiatura a John Patrick Shanley
- Independent Spirit Award per il miglior attore non protagonista a John Turturro

## Incassi
Il film ha incassato un totale di 969,205 dollari negli USA e nella prima settimana 78,602 dollari.